# 적회색사향땃쥐
적회색사향땃쥐(Crocidura cyanea)는 땃쥐과에 속하는 포유류의 일종이다. 앙골라, 보츠와나, 콩고민주공화국, 레소토, 말라위, 모잠비크, 나미비아, 남아프리카공화국, 에스와티니, 탄자니아 그리고 짐바브웨에서 발견된다. 자연서식지는 온대 숲과 아열대 또는 열대 기후 지역의 습윤 저지대 숲과 고지대 초원, 동굴 등이다.